# Mauro Silva
Mauro da Silva Gomes (São Bernardo do Campo, 12 januari 1968) is een voormalig Braziliaanse voetballer, bekend onder zijn spelersnaam Mauro Silva.

## Biografie
Hij begon zijn carrière bij Guarani, maakte in 1990 de overstap naar Bragantino. Hier won hij in 1990 het Campeonato Paulista mee, het was nog maar de tweede keer dat een club uit een kleinere stad staatskampioen was. Ook in de Série A deed de club het goed. In 1992 koos hij voor een Europees avontuur bij Deportivo La Coruña, net als zijn landgenoot Bebeto. Hier speelde hij tot 2005 en is na Fran de speler met de meeste wedstrijden voor de club. Met Deportivo won hij twee keer de Copa del Rey en werd er in 2000 zelfs landskampioen mee. In 2004 bereikte hij met de club de halve finale van de Champions League.
Hij speelde ook 58 keer voor het nationale elftal. In 1994 speelde hij in alle wedstrijden op het WK 1994 en werd dat jaar door de FIFA uitgeroepen tot negende beste speler ter wereld.